# Rivne, Murovani Kurîlivți
Rivne (în ucraineană Рівне) este localitatea de reședință a comunei Rivne din raionul Murovani Kurîlivți, regiunea Vinnița, Ucraina.

## Demografie
Componența lingvistică a localității Rivne
     Ucraineană (98,56%)
     Rusă (1,34%)
Conform recensământului din 2001, majoritatea populației localității Rivne era vorbitoare de ucraineană (98,56%), existând în minoritate și vorbitori de rusă (1,34%).